# 島根県道・鳥取県道9号安来伯太日南線
島根県道・鳥取県道9号安来伯太日南線（しまねけんどう・とっとりけんどう9ごう やすぎはくたにちなんせん）は、島根県安来市から鳥取県日野郡日南町に至る主要地方道に指定された県道である。

## 概要

### 路線データ
- 起点：島根県安来市安来町（日立坂下交差点、国道9号（国道180号重複）交点）
- 終点：鳥取県日野郡日南町矢戸（矢戸交差点、国道183号交点）
- 総延長：40.9 km

## 路線状況

### 重複区間
- 島根県道257号布部安来線（安来市清井町）
- 鳥取県道・島根県道102号米子広瀬線（安来市大塚町）
- 鳥取県道・島根県道108号印賀奥出雲線（日野郡日南町下阿毘縁）
- 島根県道・鳥取県道107号横田伯南線（日野郡日南町下阿毘縁 - 日野郡日南町茶屋）
- 鳥取県道・島根県道106号多里伯太線（日野郡日南町茶屋 - 日野郡日南町笠木）

## 地理

### 通過する自治体
- 島根県
  - 安来市
- 鳥取県
  - 日野郡日南町

### 交差する道路
| 交差する道路 | 都道府県名 | 市町村名 | 市町村名 | 交差する場所           | 交差する場所          |
| --- | ---------- | -------- | -------- | ---------------------- | --------------------- |
| 国道9号 国道180号 重複                                                                                          | 島根県     | 安来市   | 安来市   | 安来町                 | 日立坂下交差点 / 起点 |
| 島根県道45号安来木次線                                                                                          | 島根県     | 安来市   | 安来市   | 安来町                 |                       |
| 島根県道334号安来インター線                                                                                     | 島根県     | 安来市   | 安来市   | 宮内町                 |                       |
| 島根県道245号清水寺線                                                                                           | 島根県     | 安来市   | 安来市   | 佐久保町               |                       |
| 島根県道257号布部安来線 重複区間起点                                                                            | 島根県     | 安来市   | 安来市   | 清井町                 |                       |
| 島根県道257号布部安来線 重複区間終点                                                                            | 島根県     | 安来市   | 安来市   | 清井町                 |                       |
| 鳥取県道・島根県道102号米子広瀬線 重複区間起点                                                                  | 島根県     | 安来市   | 安来市   | 大塚町                 |                       |
| 鳥取県道・島根県道102号米子広瀬線 重複区間終点                                                                  | 島根県     | 安来市   | 安来市   | 大塚町                 |                       |
| 安来市道原代宮内線                                                                                              | 島根県     | 安来市   | 安来市   | 伯太町東母里（もり）   |                       |
| 鳥取県道・島根県道1号溝口伯太線 島根県営広域営農団地農道安能地区 / 安能広域農道                                 | 島根県     | 安来市   | 安来市   | 伯太町東母里           |                       |
| 鳥取県道・島根県道104号西伯伯太線 鳥取県道・島根県道105号本山伯太線 重複 鳥取県道・島根県道106号多里伯太線 重複 | 島根県     | 安来市   | 安来市   | 伯太町赤屋             |                       |
| 島根県道258号草野横田線                                                                                         | 島根県     | 安来市   | 安来市   | 伯太町草野             |                       |
| 鳥取県道48号阿毘縁菅沢線 鳥取県道・島根県道108号印賀奥出雲線 重複区間起点                                       | 鳥取県     | 日野郡   | 日南町   | 下阿毘縁（しもあびれ） |                       |
| 島根県道・鳥取県道107号横田伯南線 重複区間起点                                                                  | 鳥取県     | 日野郡   | 日南町   | 下阿毘縁               |                       |
| 鳥取県道・島根県道108号印賀奥出雲線 重複区間終点                                                                | 鳥取県     | 日野郡   | 日南町   | 下阿毘縁               |                       |
| 鳥取県道・島根県道106号多里伯太線 重複区間起点 島根県道・鳥取県道107号横田伯南線 重複区間終点                   | 鳥取県     | 日野郡   | 日南町   | 茶屋                   |                       |
| 鳥取県道・島根県道106号多里伯太線 重複区間終点                                                                  | 鳥取県     | 日野郡   | 日南町   | 笠木                   |                       |
| 国道183号 | 鳥取県     | 日野郡   | 日南町   | 矢戸                   | 矢戸交差点 / 終点     |